# River Broughton
River Broughton är ett vattendrag i Australien. Det ligger i delstaten South Australia, omkring 200 kilometer norr om delstatshuvudstaden Adelaide.
Genomsnittlig årsnederbörd är 407 millimeter. Den regnigaste månaden är maj, med i genomsnitt 71 mm nederbörd, och den torraste är oktober, med 9 mm nederbörd.